# Parrocchie civili del Lincolnshire
Questa è una lista delle parrocchie civili del Lincolnshire, Inghilterra.

## Boston
Boston non è coperta da parrocchie.
- Algarkirk
- Amber Hill
- Benington
- Bicker
- Butterwick
- Fishtoft
- Fosdyke
- Frampton
- Freiston
- Holland Fen with Brothertoft
- Kirton
- Leverton
- Old Leake
- Sutterton
- Swineshead
- Wigtoft
- Wrangle
- Wyberton

## East Lindsey
- Aby with Greenfield
- Addlethorpe
- Alford
- Alvingham
- Anderby
- Ashby with Scremby
- Asterby
- Aswardby
- Authorpe
- Baumber
- Beesby with Saleby
- Belchford
- Belleau
- Benniworth
- Bilsby
- Binbrook
- Bolingbroke
- Brackenborough with Little Grimsby
- Bratoft
- Brinkhill
- Bucknall
- Burgh le Marsh
- Burgh on Bain
- Burwell
- Calcethorpe with Kelstern
- Candlesby with Gunby
- Carrington
- Chapel St. Leonards
- Claxby St Andrew
- Claxby with Moorby
- Claythorpe
- Coningsby
- Conisholme
- Covenham St Bartholomew
- Covenham St Mary
- Croft
- Cumberworth
- Dalby
- Donington on Bain
- East Barkwith
- East Keal
- East Kirkby
- Eastville
- Edlington with Wispington
- Elkington
- Farlesthorpe
- Firsby
- Fotherby
- Friskney
- Frithville and Westville (creata nel 2005 da Frithville e Westville)
- Fulletby
- Fulstow
- Gautby
- Gayton le Marsh
- Gayton le Wold
- Goulceby
- Grainsby
- Grainthorpe
- Great Carlton
- Great Steeping
- Great Sturton
- Greetham with Somersby
- Grimoldby
- Hagworthingham
- Hainton
- Hallington
- Haltham
- Halton Holegate
- Hameringham
- Hannah cum Hagnaby
- Harrington
- Hatton
- Haugh
- Haugham
- Hemingby
- High Toynton
- Hogsthorpe
- Holton le Clay
- Horncastle
- Horsington
- Hundleby
- Huttoft
- Ingoldmells
- Irby in the Marsh
- Keddington
- Kirkby on Bain
- Langriville
- Langton
- Langton by Spilsby
- Langton by Wragby
- Legbourne
- Little Carlton
- Little Cawthorpe
- Little Steeping
- Louth
- Low Toynton
- Ludborough
- Ludford
- Lusby with Winceby
- Mablethorpe and Sutton
- Maidenwell
- Maltby le Marsh
- Manby
- Mareham le Fen
- Mareham on the Hill
- Markby
- Market Stainton
- Marshchapel
- Mavis Enderby
- Midville
- Minting
- Muckton
- Mumby
- New Leake
- North Coates
- North Cockerington
- North Ormsby
- North Somercotes
- North Thoresby
- Orby
- Partney
- Raithby
- Raithby cum Maltby
- Ranby
- Reston
- Revesby
- Rigsby with Ailby
- Roughton
- Saltfleetby (1999)
- Sausthorpe
- Scamblesby
- Scrivelsby
- Sibsey
- Skegness
- Skendleby
- Skidbrooke with Saltfleet Haven
- Sotby
- South Cockerington
- South Ormsby cum Ketsby
- South Somercotes
- South Thoresby
- South Willingham
- Spilsby
- Stenigot
- Stewton
- Stickford
- Stickney
- Stixwould and Woodhall
- Strubby with Woodthorpe
- Swaby
- Tathwell
- Tattershall
- Tattershall Thorpe
- Tetford
- Tetney
- Theddlethorpe All Saints
- Theddlethorpe St Helen
- Thimbleby
- Thornton le Fen
- Thorpe St. Peter
- Toynton All Saints
- Toynton St Peter
- Tumby
- Tupholme
- Ulceby with Fordington
- Utterby
- Waddingworth
- Wainfleet All Saints
- Wainfleet St Mary
- Waithe
- Walmsgate
- Well
- Welton le Marsh
- Welton le Wold
- West Ashby
- West Barkwith
- West Fen
- West Keal
- West Torrington
- Wildmore
- Willoughby with Sloothby
- Withcall
- Withern with Stain
- Wood Enderby
- Woodhall Spa
- Wragby
- Wyham cum Cadeby
- Yarburgh

## North East Lincolnshire
- Ashby cum Fenby
- Aylesby
- Barnoldby le Beck
- Beelsby
- Bradley
- Brigsley
- East Ravendale
- Great Coates (2003)
- Habrough
- Hatcliffe
- Hawerby cum Beesby
- Healing
- Humberston
- Immingham
- Irby
- Laceby
- New Waltham
- Stallingborough
- Waltham
- West Ravendale
- Wold Newton

## North Kesteven
- Anwick
- Asgarby and Howell
- Ashby de la Launde and Bloxholm
- Aswarby and Swarby
- Aubourn Haddington and South Hykeham
- Aunsby and Dembleby
- Bassingham
- Beckingham
- Billinghay
- Blankney
- Boothby Graffoe
- Bracebridge Heath
- Branston and Mere
- Brant Broughton and Stragglethorpe
- Brauncewell
- Burton Pedwardine
- Canwick
- Carlton-le-Moorland
- Coleby
- Cranwell e Byard's Leap
- Culverthorpe and Kelby
- Digby
- Doddington and Whisby
- Dogdyke
- Dorrington
- Dunston
- Eagle and Swinethorpe
- Ewerby and Evedon
- Great Hale
- Harmston
- Heckington
- Heighington
- Helpringham
- Kirkby la Thorpe
- Leadenham
- Leasingham
- Little Hale
- Martin
- Metheringham
- Navenby
- Newton and Haceby
- Nocton
- North Hykeham
- North Kyme
- North Rauceby
- North Scarle
- Norton Disney
- Osbournby
- Potter Hanworth
- Rowston
- Roxholm
- Ruskington
- Scopwick
- Scredington
- Silk Willoughby
- Skellingthorpe
- Sleaford
- South Kyme
- South Rauceby
- Stapleford
- Swaton
- Swinderby
- Temple Bruer with Temple High Grange
- Thorpe on the Hill
- Threekingham
- Thurlby
- Timberland
- Waddington
- Walcot near Folkingham
- Walcott
- Washingborough
- Welbourn
- Wellingore
- Wilsford
- Witham St. Hughs

## North Lincolnshire
- Ashby Parkland (2004 - )
- Alkborough
- Amcotts
- Appleby
- Barnetby le Wold
- Barrow upon Humber
- Barton-upon-Humber
- Belton
- Bonby
- Bottesford
- Brigg
- Broughton
- Burringham
- Burton upon Stather
- Cadney cum Howsham
- Coleby
- Crowle
- Croxton
- East Butterwick
- East Halton
- Eastoft
- Elsham
- Epworth
- Flixborough
- Garthorpe and Fockerby
- Goxhill
- Gunness
- Haxey
- Hibaldstow
- Holme
- Horkstow
- Keadby with Althorpe
- Kirmington
- Kirton in Lindsey
- Luddington and Haldenby
- Manton, North Lincolnshire
- Melton Ross
- Messingham
- New Holland
- North Killingholme
- Owston Ferry
- Redbourne
- Roxby cum Risby
- Saxby All Saints
- Scawby
- South Ferriby
- South Killingholme
- Thornton Curtis
- Ulceby
- West Butterwick
- West Halton
- Whitton
- Winteringham
- Winterton
- Wootton
- Worlaby
- Wrawby
- Wroot

## South Holland
- Cowbit
- Crowland
- Deeping St Nicholas
- Donington
- Fleet
- Gedney
- Gedney Hill
- Gosberton
- Holbeach
- Little Sutton
- Long Sutton
- Lutton
- Moulton
- Pinchbeck
- Quadring
- Surfleet
- Sutton Bridge
- Sutton St Edmund
- Sutton St James
- Tydd St Mary
- Weston
- Whaplode

## South Kesteven
- Allington
- Ancaster
- Aslackby and Laughton
- Barholm and Stowe
- Barkston
- Barrowby
- Baston
- Belton and Manthorpe
- Billingborough
- Bitchfield and Bassingthorpe
- Boothby Pagnell
- Bourne
- Braceborough and Wilsthorpe
- Braceby and Sapperton
- Burton Coggles
- Careby Aunby and Holywell
- Carlby
- Carlton Scroop
- Castle Bytham
- Caythorpe
- Claypole
- Colsterworth
- Corby Glen
- Counthorpe and Creeton
- Deeping St James
- Denton
- Dowsby
- Dunsby
- Easton
- Edenham
- Fenton
- Folkingham
- Foston
- Fulbeck
- Great Gonerby
- Great Ponton
- Greatford
- Gunby and Stainby
- Haconby
- Harlaxton
- Heydour
- Honington
- Horbling
- Hough-on-the-Hill
- Hougham
- Ingoldsby
- Irnham
- Kirkby Underwood
- Langtoft
- Lenton Keisby and Osgodby
- Little Bytham
- Little Ponton and Stroxton
- Londonthorpe and Harrowby Without
- Long Bennington
- Market Deeping
- Marston
- Morton
- Normanton
- North Witham
- Old Somerby
- Pickworth
- Pointon and Sempringham
- Rippingale
- Ropsley and Humby
- Sedgebrook
- Skillington
- South Witham
- Stamford
- Stoke Rochford
- Stubton
- Swayfield
- Swinstead
- Syston
- Tallington
- Thurlby
- Toft con Lound e Manthorpe
- Uffington
- Welby
- West Deeping
- Westborough and Dry Doddington
- Witham on the Hill
- Woolsthorpe By Belvoir
- Wyville cum Hungerton

## West Lindsey
- Aisthorpe
- Apley
- Bardney
- Barlings
- Bigby
- Bishop Norton
- Blyborough
- Blyton
- Brampton
- Brattleby
- Broadholme
- Brocklesby
- Brookenby  (2000)
- Broxholme
- Bullington
- Burton
- Buslingthorpe
- Cabourne
- Caenby
- Caistor
- Cammeringham
- Cherry Willingham
- Claxby
- Corringham
- Dunholme
- East Ferry
- East Stockwith
- Faldingworth
- Fenton
- Fillingham
- Fiskerton
- Friesthorpe
- Fulnetby
- Gainsborough
- Gate Burton
- Glentham
- Glentworth
- Goltho
- Grange de Lings
- Grasby
- Grayingham
- Great Limber
- Greetwell
- Hackthorn e Cold Hanworth
- Hardwick
- Harpswell
- Heapham
- Hemswell
- Hemswell Cliff
- Holton cum Beckering
- Holton le Moor
- Ingham
- Keelby
- Kettlethorpe
- Kexby
- Kirmond le Mire
- Knaith
- Laughton
- Lea
- Legsby
- Linwood
- Lissington
- Market Rasen
- Marton
- Middle Rasen
- Morton
- Nettleham
- Nettleton
- Newball
- Newton on Trent
- Normanby by Spital
- Normanby le Wold
- North Carlton
- North Kelsey
- North Willingham
- Northorpe
- Osgodby
- Owersby
- Owmby
- Pilham
- Rand
- Reepham
- Riby
- Riseholme
- Rothwell
- Saxby
- Saxilby with Ingleby
- Scampton
- Scothern
- Scotter
- Scotton
- Searby cum Owmby
- Sixhills
- Snarford
- Snelland
- Snitterby
- Somerby
- South Carlton
- South Kelsey
- Spridlington
- Springthorpe
- Stainfield
- Stainton by Langworth
- Stainton le Vale
- Stow
- Sturton by Stow
- Sudbrooke
- Swallow
- Swinhope
- Tealby
- Thonock
- Thoresway
- Thorganby
- Thorpe in the Fallows
- Toft Newton
- Torksey
- Upton
- Waddingham
- Walesby
- Walkerith
- Welton
- West Firsby
- West Rasen
- Wickenby
- Wildsworth
- Willingham
- Willoughton